# The Avenger
The Avenger – drugi studyjny album szwedzkiej grupy wykonującej melodic death metal, Amon Amarth, wydany nakładem wytwórni Metal Blade Records 2 września 1999 roku.

## Lista utworów
1. "Bleed for Ancient Gods" − 4:31
2. "The Last with Pagan Blood" − 5:39
3. "North Sea Storm" − 4:56
4. "Avenger" − 7:11
5. "God, His Son and Holy Whore" − 4:00
6. "Metalwrath" − 3:50
7. "Legend of a Banished Man" − 6:05

## Twórcy
- Fredrik Andersson − perkusja
- Olavi Mikkonen − gitara
- Johan Hegg − śpiew
- Johan Söderberg − gitara
- Ted Lundström − gitara basowa